# 383 Madison Avenue
383 Madison Avenue dříve Bear Stearns World Headquarters patří mezi 20 nejvyšších mrakodrapů na Manhattanu v New Yorku. Má 47 pater a dosahuje výšky 230 m. Stojí na Madison Avenue mezi 46. a 47. ulicí. Budova byla sídlem globální investiční společnosti Bear Stearns až do jejího krachu v roce 2008. V roce 2020 budovu vlastní firma JPMorgan Chase, která společnost Bear Stearns po jejím kolapsu odkoupila. 
Budovu navrhl David Childs z architektonického studia Skidmore, Owings and Merrill. Výstavba probíhala v letech 1999 – 2001 a budova byla slavnostně otevřena začátkem roku 2002.